# Prémio Alfred Burger de Química Medicinal
O Prémio Alfred Burger de Química Medicinal (em inglês:  Alfred Burger Award in Medicinal Chemistry) é um prémio de química medicinal concedido pela American Chemical Society todos os anos pares.
Este galardão foi criado em 1978 pela GlaxoSmithKline em homenagem a Alfred Burger (1905 - 2000).

## Laureados[1]
- 1980 - T. Y. Shen
- 1982 - David W. Cushman e Miguel A. Ondetti
- 1984 - George H. Hitchings
- 1986 - John A. Montgomery
- 1988 - Roland K. Robins
- 1990 - Arnold Brossi
- 1992 - Everette L. May
- 1994 - Ralph F. Hirschmann
- 1996 - Josef Fried
- 1998 - Monroe E. Wall
- 2000 - Philip S. Portoghese
- 2002 - Arthur A. Patchett
- 2004 - William J. Greenlee
- 2006 - Joel R. Huff
- 2008 - Magid Abou-Gharbia
- 2010 - Edward C. Taylor
- 2012 - F. Ivy Carroll
- 2014 - John E. Macor
- 2016 - Richard DiMarchi